# Siselen
Siselen är en ort och kommun i distriktet Seeland i kantonen Bern, Schweiz. Kommunen har 626 invånare (2023).